# 양정 (펌프)
양정(揚程)은 펌프가 물을 끌어올리는 높이를 의미한다.
펌프에는 흡입측과 토출이 있다. 양정은 펌프의 토출에서 밀어올릴 수 있는 높이를 의미하며, 보통 5키로 라고 하면 50m 높이까지 물을 밀어올릴 수 있는 것이며, 흡입 양정은 펌프 흡입쪽에서 끌어올릴 수 있는 높이다.
유효흡입양정(NPSH: Net Positive Suction Head)은 펌프의 공동화현상(cavitaion)의 발생 가능성을 점검하는 척도이다.
NPSHr (required)는 펌프의 제작자에 의해 결정되며, 동일 사양의 펌프라도 제작자 또는 설계자에 의해 다를 수 있다. 계산에 의해서도 구할 수 있으나, 실험에 의해 구하는 방법이 더 정확하다.
NPSHa (available)은 펌프의 설치 조건, 즉 수면과 펌프의 거리, 흡입관경 및 배관의 길이, 이송액체의 종류와 온도 등에 의해 결정된다.
NPSHa > NPSHr × 1.3 인 경우에 cavitation 발생하지 않는다.
예제1. 흡입측이 대기압을 받는경우(760mmHg = 1.0332Kg/cm2 = 10.332mAq)
NPSHa = Ha - Hs - Hf - Hv: 펌프수두가 흡수면보다 높을 경우
Ha = 대기압 수두(10.332m)
Hs = 흡수면에서 임펠라 중심까지 거리 즉 흡입양정 (흡입이면 - , 가압이면 +)
Hf = 흡입배관이 총 손실수두
Hv = 사용액체의 포화 증기압 수두(사용액체의 온도 및 종류에 따라 결정)
예) 20°C 물(비중 1.0) 일 경우 포화증기압은 0.023kg/cm2 임. (水頭로 0.23m)
Ex: 다음의 경우 소화펌프를 수평으로 설치시 사용 가능 여부 판단하라.
조건: 대기압: 1 kg/cm2
포화증기압: 0.025 kg/cm2
흡상낙차: 6m
흡입배관의 마찰손실: 0.03 kg/cm2
NPSH: 4m
NPSHa = 10 - (6 + 0.3 + 0.25) = 3.45m -> 수평형 설치불가. 케비테이션 발생.

## 참고 자료
- 이종형 외. 《상하수도 공학》 5판. 구미서관. 340쪽.